# Katie Zelem
Katie Leigh Zelem (* 20. Januar 1996 in Oldham) ist eine englische Fußballspielerin. Die Spielerin steht seit 2024 beim Angel City FC unter Vertrag und spielte 2021 erstmals für die englische Nationalmannschaft.

## Werdegang

### Vereine
Zelem begann  mit sechs Jahren mit dem Fußballspielen und mit acht Jahren wurde sie Mitglied des Manchester United Girls' Centre of Excellence, wo sie direkt in der U-10 spielte. 2013 wechselte sie nach Gesprächen mit ManCity, Everton und Liverpool zum FC Liverpool. Mit Liverpool gewann sie zwei Liga-Titel, wobei sie beim Titel 2013 nur fünfmal auf der Bank saß.  Im April 2014 verletzte sie sich bei einem Spiel der U-19-Nationalmannschaft und fiel für den Beginn der Saison 2014 aus. Ende Juni war sie dann wieder einsatzbereit und kam noch in sieben Saisonspielen zum Einsatz, und spielte mit ihrem Idol Fara Williams. In der UEFA Women’s Champions League 2014/15 schied sie mit den Reds nach einem 2:1-Sechzehntelfinalsieg durch eine 0:3-Niederlage im Rückspiel gegen Linköpings FC aus. Auch ein Jahr später war im  Sechzehntelfinale Schluss durch zwei 0:1-Niederlagen gegen die ACF Brescia. Im November 2015 verlängerte sie ihren Vertrag. Nach der Übergangssaison 2017 (Springseries) verließ sie Liverpool in Richtung Süden und spielte für Juventus Turin in der Serie A, die mit dem Gewinn der italienischen Meisterschaft endete, für die Juve-Frauen der erste Titel. Nach nur einer Saison kehrte sie aber nach England zurück.

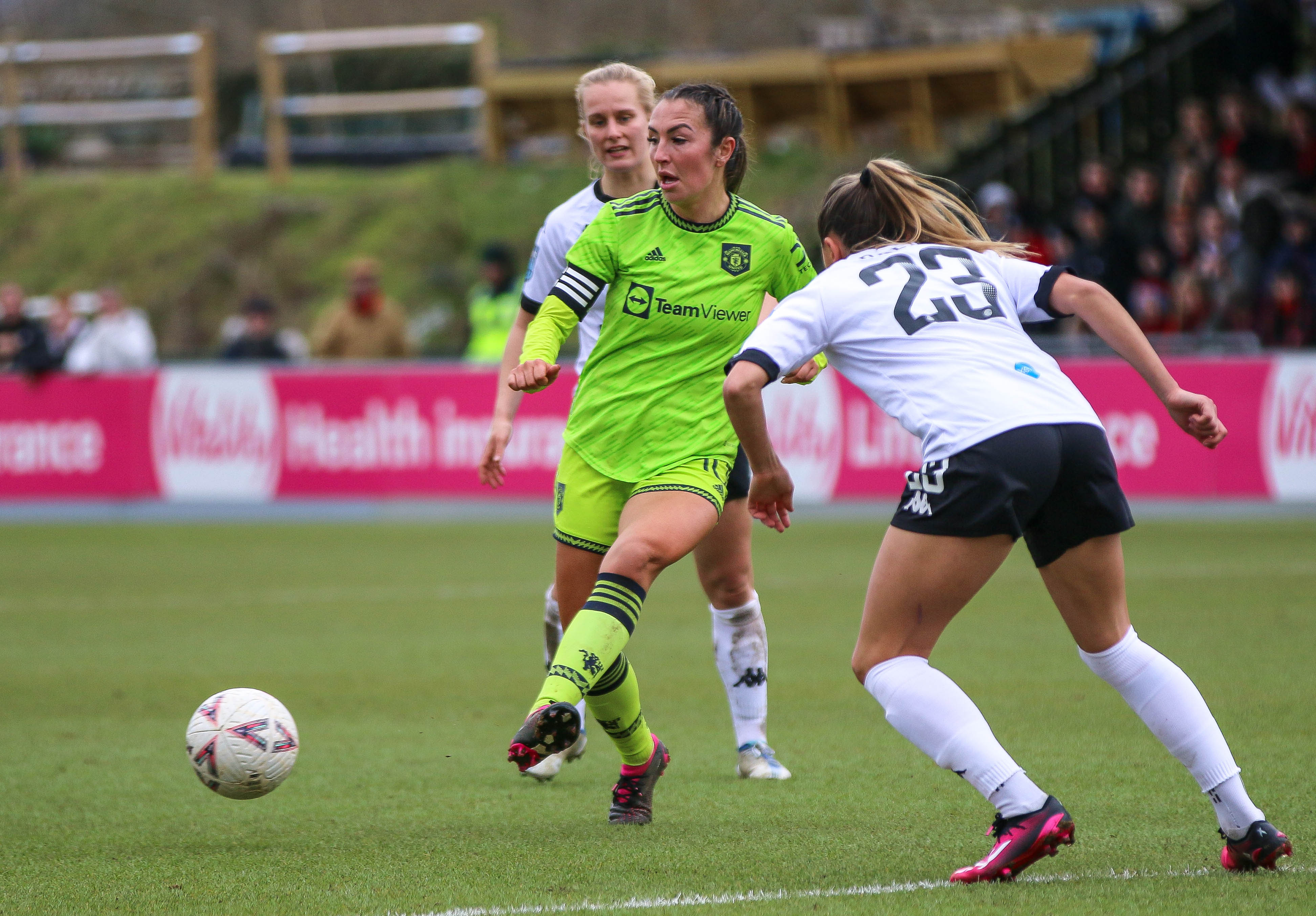
Zelem (Mitte) im Mai 2023 beim Pokalspiel gegen Lewes FC

Im Juli erhielt sie einen Vertrag bei ManU für deren erste Saison in der FA Women’s Championship 2018/19. Die Saison endete mit der Meisterschaft und dem Aufstieg in die FA Women’s Super League 2019/20. Diese Saison wurde aber wegen der COVID-19-Pandemie vorzeitig abgebrochen. ManU stand zum Zeitpunkt des Abbruchs auf dem vierten Platz, wogegen ihr früherer Verein Liverpool absteigen musste. Auch die beiden folgenden Spielzeiten beendete ManU als Vierter, in der Saison 2021/23 fehlten am Ende zwei Punkte zur Meisterschaft, aber es gelang damit die Qualifikation für die zweite Qualifikationsrunde zur UEFA Women’s Champions League 2023/24.
Im August 2024 erhielt sie einen Zweijahresvertrag beim Angel City FC.

### Nationalmannschaft
Zelem durchlief die Nachwuchsmannschaften ab der U-15. Mit der U-19-Mannschaft erreichte sie bei der U-19-Fußball-Europameisterschaft der Frauen 2013 das Finale, das gegen Frankreich verloren wurde.  Sie konnten sich aber für die U-20-Fußball-Weltmeisterschaft der Frauen 2014 qualifizieren, für die sie auch nominiert wurde. Die WM endete nach zwei Remis gegen Südkorea und Mexiko (jeweils 1:1) sowie einer 1:2-Niederlage gegen Nigeria bereits nach der Gruppenphase. Zelem wurde in den drei Spielen eingesetzt, dabei aber je einmal ein- und ausgewechselt. Auch die Teilnahme an der U-19-Fußball-Europameisterschaft der Frauen 2015 endete enttäuschend, denn mit einem Remis und zwei Niederlagen schieden die Engländerinnen als Gruppenletzte auch hier nach den Gruppenspielen aus.
Im September 2020 erhielt sie ihre erste Einladung zur A-Nationalmannschaft. Nach einem positiven COVID-19-Test musste sie aber absagen. Unter der neuen Nationaltrainerin Sarina Wiegman wurde sie für die ersten Spiele der Qualifikation für die WM 2023 nominiert. Nachdem sie in den ersten drei Spielen nur auf der Bank saß, wurde sie am 30. November 2021 beim 20:0-Rekordsieg gegen Lettland zu ihrem ersten A-Länderspiel in der 71. Minute eingewechselt. Für den Arnold Clark Cup 2022 wurde sie auch nominiert, aber nicht eingesetzt. Im April 2022 wurde sie im WM-Qualifikationsspiel gegen Nordmazedonien ebenfalls in der 71. Minute eingewechselt.
Am 17. Mai 2022 wurde sie für den vorläufigen EM-Kader benannt. Für den finalen Kader wurde sie dann aber nicht berücksichtigt.
Im letzten Spiel der Qualifikation für die WM 2023 nach der EM  wurde sie dann bereits zur zweiten Halbzeit eingewechselt. Ihre Mannschaft hatte sich bereits am 3. September durch einen 2:0-Sieg in Wiener Neustadt gegen Österreich für die WM-Endrunde qualifiziert. Es folgten zwei Kurzeinsätze bei Freundschaftsspielen im November 2022. Beim Arnold Clark Cup  2023 wurde sie auch in zwei Spielen jeweils eingewechselt. Am 31. Mai 2023 wurde sie als eine von 23 Spielerinnen für die WM-Endrunde in Australien und Neuseeland nominiert. Bei der WM kam sie im letzten Gruppenspiel gegen China und im Achtelfinale gegen Nigeria zum Einsatz. Ihre Mannschaft erreichte anschließend erstmals das Finale, wo sie gegen Spanien verlor.
Für die Spiele in der UEFA Women’s Nations League 2023/24 wurde sie ebenfalls nominiert und in den ersten beiden Spielen auch eingesetzt. Danach kam sie noch nicht wieder zum Einsatz.

## Erfolge
- Englische Meisterin 2013 (ohne Einsatz) und 2014
- Italienische Meisterin 2017/2018
- Englische Zweitligameisterin 2018/2019
- Arnold-Clark-Cup-Siegerin 2022 (ohne Einsatz) und 2023